# 페터 마크 (핸드볼 선수)
페터 마크(독일어: Peter Maag, 1953년 1월 8일~)는 스위스의 핸드볼 선수이다. 1980년 하계 올림픽에 스위스 대표팀의 일원으로 참가하였다.